# Аракел Сюнеці
Аракел Сюнеці (вірм. Առաքել Սյունեցի, 1350 — 1425) — вірменський поет, філософ, музикант, граматик, педагог і церковний діяч XIV—XV ст..

## Життєпис
Здобув освіту в Татевському монастирі, у Овнана Воротнеці і свого дядька Григора Татеваці. Відзначений ступенем вардапета. Надалі розгорнув широку науково-педагогічну діяльність у Татеві. Від 1407 року — єпископ Сюніка.
У своїх філософських працях підтримує космологічне доведення існування Бога, дотримується сенсуалістичних і номіналістичних ідей. Писав багато панегіриків, присвячених святим Вірменської церкви. Був знавцем акровірша. Займався також музикою, деякі з його церковних пісень дійшли до наших днів. У своїх роботах з теорії музики торкався також вірменської народної музики та народних інструментів.
Мав праці з мовознавства зокрема «Короткий аналіз із граматики». Вважав вивчення мов, особливо рідної мови, — «ключем у світ мудрості». Критикуючи Єсаї Нчеці, Сюнеці вважає об'єктом граматики не письмо чи звук, а досвід, накопичений письменником і оброблюваний розумом. Аракел Сюнеці в історії вірменської лінгвістичної думки робить значний крок вивчаючи фізіологічні основи мовотворення. Він чітко вимальовує один з принципів фізіологічної класифікації звуків, а саме поділ за місцем вимови. Сюнеці звертає увагу на функціювання і будову органів мови. Розглядаючи склади як окремо так і в зв'язному мовленні, Аракел уперше дає їх детальну класифікацію. У своїй праці він розрізняє три види мовлення — внутрішнє, усне і письмове. Детально аналізував ім'я, дієслово і займенник, роблячи багато цінних і тонких зауважень.
Вінцем літературної творчості Сюнеці стала поема «Адамова книга» (1403) — про загублений рай, втрачене щастя людини. Твір ставить під сумнів релігійні догми. Книга складається з трьох поем. Вважається одним з кращих творів середньовічної вірменської літератури. Деякі вірші з «Адамової книги» покладено на музику. Опублікована 1721 року в Константинополі. Існує англійський переклад.
Сюнеці помер приблизно 1425 року, похований у монастирі Шатинванк в Єхегнадзорі.

## Твори
Був плідним автором, залишив багату спадщину.
- «Коментарі до Книги визначень Давида Непереможного» (вірм. «Լուծմունք յաղագս Սահմանացս Դաւթի Անյաղթ փիլիսոփայի»)[10][12]

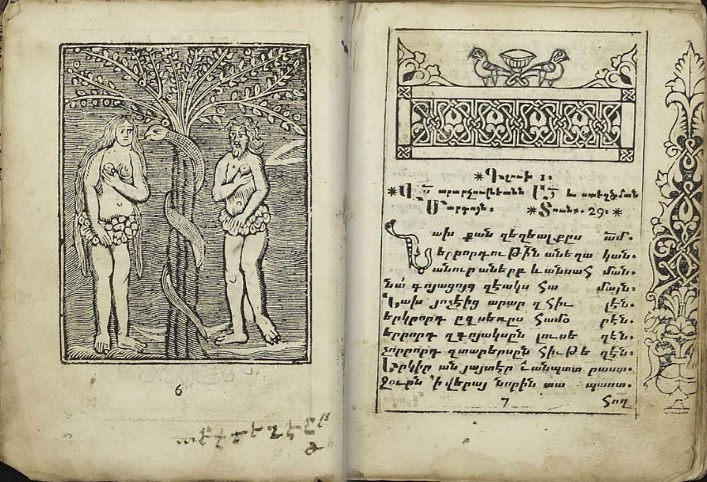

- «Короткий аналіз із граматики» (вірм. «Մեկնութիւն քերականին»)[13][7]
- «Адамова книга» (вірм. «Ադամգիրք»)[7][6][10]
- «Книга раю» (вірм. «Դրախտագիրքը»)[7][6]
- «Про дванадцять знаків Зодіаку» (вірм. «Վասն երկոտասան կենդանակերպիցն»)[10][12]
- «Інструкції до висвячення» (вірм. «Հրահանգ ի վերայ ձեռնադրութեան»)[10]
- «Житіє Григора Просвітителя і Нерсеса Великого у віршах» (вірм. «Վարք Լուսավորչի և Ներսեսի ոտանավոր»)
- «Панегірик св. Григору Нарекаці» (вірм. «Ներբողեան ի Ս. Գրիգոր Նարեկացին»)
- «Молитва при обмиванні ніг» (вірм. «Աղօթք ոտնալուին ի վերայ ջրոյն եւ իւղոյն»)
- «О, садівнику» (вірм. «Ով պարտիզպան»)
- «Ода висвяченню» (вірм. «Տաղ ձեռնադրութեան»)